# فرودگاه پیج
 فرودگاه پیج (به انگلیسی: Page Airport) یک فرودگاه همگانی است که یک باند فرود چمن دارد و طول باند آن ۶۱۰ متر است. این فرودگاه در کشور ایالات متحده آمریکا قرار دارد و در ارتفاع ۲۴۴ متری از سطح دریا واقع شده است.